# Очосондьюпа
Очосондьюпа (англ. Otjozondjupa Region) — є однією з 14 адміністративних областей Намібії. Площа області становить 105 185 км². Чисельність населення — 143 903 людини (на 2011). Адміністративний центр області — місто Очиваронго.

## Географія
Вона розташована в північно-східній частині країни, в перехідній кліматичній зоні між пустельними регіонами центральної Намібії і тропічними областями на півночі. Найвища точка області — 2340 м в горах Оматако.

## Адміністративний поділ
Область розділена на 7 виборчих районів:
- Грутфонтейн
- Окаханджа
- Окакарара
- Оматако
- Отаві
- Очиваронго
- Цумкве

## Економіка
Основою економіки області Очосондьюпа є гірничодобувна промисловість.

## Пам'ятки
- На території Очосондьюпи знаходиться найбільший з коли-небудь знайдених на Землі метеоритів — метеорит Гоба. Вік цього, що складається в основному із заліза, космічного гостя вченими оцінюється від 190 до 410 мільйонів років, вага — 50-60 тонн. Впав метеорит на Землю приблизно 80 тисяч років тому.
- Печера Драхенхаухлох.